# Maria Neubrand
Maria Neubrand MC (* 1. Dezember 1955 in Kipfenberg bei Eichstätt; † 19. März 2020 in Paderborn) war eine deutsche römisch-katholische Ordensfrau sowie Theologin, Neutestamentlerin, Hochschullehrerin und Hochschulrektorin. 

## Leben
Maria Neubrand wurde am 1. Dezember 1955 in Kipfenberg bei Eichstätt geboren und trat nach ihrem Abitur in Eichstätt 1975 der Ordensgemeinschaft der Missionarinnen Christi (MC) bei und studierte bis 1985 Katholische Theologie an der Ludwig-Maximilians-Universität München (LMU) und dem Theologischen Studienjahr Jerusalem. Die Diplom-Theologin studierte parallel Erwachsenenpädagogik an der jesuitischen Hochschule für Philosophie München. Im Jahre 1997 schloss sie ihre Promotion an der LMU bei Franz Laub ab, im Sommersemester 2005 habilitierte sie sich an der KU Eichstätt-Ingolstadt.
Von 1985 bis 1987 war sie im Auftrag ihrer Ordensgemeinschaft im Auslandseinsatz in der Kirchlichen Entwicklungshilfe und im Religionsunterricht in der Demokratischen Republik Kongo/Afrika (damals Zaïre) tätig. 
Bis 1997 übernahm sie Lehraufträge für Neues Testament an der Fakultät für Religionspädagogik und kirchliche Bildungsarbeit an der Katholischen Universität Eichstätt-Ingolstadt. Bis 2005 arbeitete sie als Wissenschaftliche Assistentin am Lehrstuhl für Neutestamentliche Wissenschaft an der KU Eichstätt-Ingolstadt.
2005 und im Wintersemester 2005/06 nahm sie die Vertretung der Professur für Neues Testament und seine Didaktik an der Universität Paderborn wahr, 2006 und im Wintersemester 2006/07 die Vertretung des Lehrstuhls für Neutestamentliche Exegese an der Universität Augsburg. Zugleich übernahm sie 2006/07 einen Lehrauftrag an der Theologischen Fakultät Paderborn. 2007 folgte Neubrand einem Ruf auf die Professur für Exegese des Neuen Testaments an die Theologischen Fakultät Paderborn. Sie war für die Amtszeit von 2011 bis 2013 die erste Frau in der Geschichte der Fakultät, die das Amt der Rektorin in Paderborn wahrnahm.
Maria Neubrand starb im März 2020 im Alter von 64 Jahren in Paderborn und wurde am Münchner Waldfriedhof beerdigt (Grab 141-1-5).

## Wirken
Die Arbeits- und Forschungsschwerpunkte von Maria Neubrand waren:
- Lukanisches Doppelwerk (Lukasevangelium und Apostelgeschichte)
- Paulinische Theologie
- Brief des Paulus an die Epheser
- Rezeption des Alten Testaments im Neuen Testament
- Jesus Christus, Israel und die Völker
- jüdisch-christlicher Dialog

Sie engagierte sich in verschiedenen wissenschaftlichen Fachgremien, wie der Arbeitsgemeinschaft der deutschsprachigen Katholischen Neutestamentler, im Bayerischen Exegetentreffen, dem Collegium Biblicum München und dem Rhein-Main-Exegeten-Treffen in Frankfurt-St. Georgen. Bis zu deren Einstellung 1999 war sie Ordentliches Redaktionsmitglied der Zeitschrift der Jesuiten Entschluß. An der Katholischen Bibelschule Türkei hielt sie von 1988 bis 2001 Vorlesungen (Biblische Einleitung). Ab 2008 war sie Mitglied der Schriftleitung der Zeitschrift der Theologischen Fakultät Paderborn »Theologie und Glaube«, seit 2016 Mitglied im Gesprächskreis »Juden und Christen« beim Zentralkomitee der deutschen Katholiken und seit 2018 Mitglied des Wissenschaftlichen Beirats des Katholischen Bibelwerks in Stuttgart. Papst Franziskus berief sie 2019 zur Konsultorin der vatikanische Kommission für die religiösen Beziehungen zum Judentum.

## Schriften

### Monographien und Publikationen in Buchform
- Abraham – Vater von Juden und Nichtjuden: Eine exegetische Studie zu Röm 4 (= Forschung zur Bibel. Band 85). Dissertation, Universität München 1996/1997; Echter, Würzburg 1997, ISBN 3-429-01978-8.
- (Hrsg.), Stefan Gathmann (Mitarbeit), Lebendige Gemeinde. Beiträge aus biblischer, historischer, systematischer und praktischer Theologie (= Eichstätter Studien. NF 54). Regensburg 2005, ISBN 3-7917-1982-3.
- Israel, die Völker und die Kirche. Eine exegetische Studie zu Apg 15 (= Stuttgarter biblische Beiträge. Band 55). Habilitationsschrift. 2005. Stuttgart 2006, ISBN 3-460-00551-3.
- (Hrsg.), Michael Bredeck (Hrsg.), Wahrnehmungen. Theologie – Kirche – Kunst: Festschrift für Josef Meyer zu Schlochtern (= Paderborner theologische Studien, Band 51). Schöningh, Paderborn 2010, ISBN 3-5067-7013-6.

### Beiträge in Sammelwerken
- Erinnere dich der Sara! In: Hubert Brosseder (Hrsg.), Abraham. Gestalten des Alten Testaments in Erwachsenenbildung, Predigt und Unterricht, München 1996, ISBN 3-87904-200-4, S. 28–33.
- Rahel und Lea. In: Hubert Brosseder (Hrsg.), Jakob. Gestalten des Alten Testaments in Erwachsenenbildung, Predigt und Unterricht, München 1996, ISBN 3-87904-200-4, S. 27–30.
- Frauen sind die ersten Zeugen (Mk 16,1-8). In: Ingeborg Tiemann (Hrsg.), Wer wird den Stein wegrollen? Reader zum Projekt der Arbeitsstelle für Frauenseelsorge der Deutschen Bischofskonferenz, Düsseldorf 1999, S. 22–23.
- Die Wüste. Zur theologischen Deutung in der Bibel. In: Mayer, Bernhard (Hrsg.), Jericho und Qumran. Neues zum Umfeld der Bibel, (= Eichstätter Studien NF. Band 45). Regensburg 2000, ISBN 3-7917-1731-6, S. 89–110.
- „Halte, was du hast“ (Offb 3,11). Zur sozioreligiösen Standortbestimmung der Offenbarung des Johannes. In: Ch. Gerber, Th. Knüppler, Peter Müller (Hrsg.), „... was ihr auf dem Weg verhandelt habt“. Beiträge zur Exegese und Theologie des Neuen Testaments, Festschrift für Ferdinand Hahn zum 75. Geburtstag, Neukirchen-Vluyn 2001, ISBN 3-7887-1857-9, S. 181–191.
- „Verstehst du, was du liest?“ (Apg 8,30). Neutestamentliche Wissenschaft und universitäre Lehre. In: Monika Scheidler, B.J. Hilberath, J. Wildt (Hrsg.), Theologie lehren. Hochschuldidaktik und Reform der Theologie, (= Quaestiones disputatae (QD). Band 197). Freiburg 2002, ISBN 3-451-02197-8, S. 83–96.
- Eine Geschichte von Bewegungen. Maria von Magdala und die Begegnung mit dem Auferstandenen (Joh 20,1-18). In: Gunda Brüske (Hrsg.), Anke Haendler-Kläsener (Hrsg.), Oleum laetitiae (FS Benedikt Schwank), (= Jerusalemer Theologisches Forum. Band 5). Münster 2003, ISBN 3-402-07504-0, S. 99–108.
- Im Dienst lebendiger christlicher Gemeinden. Paulus und seine Mit-Wirkenden. In: Maria Neubrand (Hrsg.), Lebendige Gemeinde. Beiträge aus biblischer, historischer, systematischer und praktischer Theologie, Eichstätter Studien NF, Regensburg 2005, S. 47–68.
- Und Jesus sprach in Gleichnissen .... In: Herbert Stettberger (Hrsg.), Was die Bibel mir erzählt. Aktuelle exegetische und religionsdidaktische Streiflichter auf ausgewählte Bibeltexte (= FS Franz Laub). (= Bibel-Schule-Leben. Band 6). Münster 2005, ISBN 3-8258-8694-8, S. 89–99.
- Paulus und Abraham. Die Nachkommenschaft Abrahams nach Röm 4. In: Manfred Görg (Hrsg.), Stefan Wimmer (Hrsg.), Freunde Abrahams e. V. (Hrsg.), Blätter Abrahams. (= Beiträge zum interreligiösen Dialog 5). München 2006, ISSN 1613-8384, S. 41–56.
- „Ein Volk aus Nichtjuden“ (Apg 15,14) Die bleibende Erwählung Israels und die Erwählung aus den Völkern im lukanischen Doppelwerk. In: Hubert Frankemölle (Hrsg.), Josef Wohlmuth (Hrsg.), Das Heil der Anderen. Problemfeld: "Judenmission" (= Quaestiones disputatae 238). Verlag Herder, Freiburg, Basel, Wien, ISBN 978-3-451-02238-8, S. 289–310.
- Die Kirche und ihr Verhältnis zum jüdischen Volk. Nostra aetate 4: Anstoß zu einer neuen Israeltheologie der Kirche. In: Jörg Ernesti (Hrsg.), Selbstbesinnung und Öffnung für die Moderne Selbstbesinnung und Öffnung für die Moderne. 50 Jahre Zweites Vatikanisches Konzil, Verlag Ferdinand Schöningh, Paderborn, Wien 2013, ISBN 978-3-506-77664-8, S. 75–94.
- Katholizität und Apostolizität der Kirche. Neutestamentliche Perspektiven. In: Burkhard Neumann (Hrsg.), Jürgen Stolze (Hrsg.), Ursprung und Sendung der Kirche. Apostolizität und Katholizität in freikirchlicher und römisch-katholischer Sicht, Bonifatius, Paderborn 2011, ISBN 978-3-7675-7155-6, S. 11–34.
- mit Johannes Seidel: Ist das Neue Testament antijüdisch? Nostra Aetate 4 als bleibende Herausforderung für die neutestamentliche Exegese. In: Stefan Schreiber (Hrsg.), Thomas Schumacher (Hrsg.), Antijudaismen in der Exegese? Eine Diskussion 50 Jahre nach Nostra Aetate, Herder, Freiburg, Wien 2015, ISBN 978-3-451-31566-4, S. 278–314.
- Mann und Frau bei Paulus. In: Berthold Wald, Freiheit und Bindung. Zur Ambivalenz menschlicher Sexualität Verlag Bonifatius Paderborn 2015, ISBN 978-3-89710-510-2, S. 43–74.
- mit Johannes Seidel: Neutestamentliche Exegese und Wissenschaftstheorie. Zwei-Quellen-Theorie und Gleichnisforschung – Popper und Kuhn. In: Benedikt Göcke (Hrsg.), Lukas Valentin Ohler (Hrsg.), Katholische Disziplinen und ihre Wissenschaftstheorien, Aschendorff Verlag, Münster 2019, ISBN 978-3-402-11918-1, Band 2, S. 15–52.

### Artikel
- Erzählte Nachfolge. Die Geschichte des Bartimäus. In: Geist und Leben (GuL), Jahrgang 51, 1978, S. 292–295.
- Sie sind Jude und bekennen sich zu Jesus. Bekenntnisse aus Israel. In: entschluss 2/36, 1981, S. 31–33.
- Eli Stern. Der Ort, wo jeder hinkommen und zu Hause sein kann. Ein Gespräch über die Synagoge. In: entschluss 12/37, 1983, S. 38–40.
- Willy Schanz, Mach mich zu einem Werkzeug deines Friedens. Friedensarbeit in der Pfarrgemeinde. In: entschluss 3/38, 1983, S. 34–35.
- Den Blick Jesu lernen. In: experiment. leben aus den exerzitien, 3, 1984, S. 9–11.
- Das endgültige Gnadenjahr. Jesaja bei Lukas. In: entschluss 9-10/39, 1984, S. 24–26.
- Solche Frauen braucht Gott. Die Stammutter Rut. In: entschluss 12/39, 1984, S. 27.
- Der Sprung nach Europa. Paulus und seine Lieblingsgemeinde. In: entschluss 9-10/40, 1985, S. 4–8.
- Sie sind stolz, Christen zu sein. Lernerfahrungen. In: entschluss 9/41, 1986, S. 4–5.
- Seine Gegenwart sprengt die Geschichte. Die Meditation über den Gottessohn im Johannes-Prolog, In: entschluss 9-10/43, 1988, 4-7.
- Der Adelstitel des Alten Testaments. Zu einer veränderten Lektüre des Buches Levitikus. In: entschluss 11/44, 1989, 15-17.
- Dajenu–Das uns Genügende. Den Weg der Befreiung gehen. In: entschluss 3/45, 1990, S. 20–21.
- Der gute Teil. Maria und Marta (Lk 10,38-42). In: entschluss 11/45, 1990, S. 10–12.
- Habt ihr denn keine Augen? Zum Sehen kommen. In: entschluss 12/45, 1990, S. 31–33.
- Neues durch Paulus. Beobachtungen zum Römerbrief. In: entschluss 4/46, 1991, S. 25–30.
- Maria, unsere Schwester im Glauben. Ihre biblische Gestalt–ihre Bedeutung für uns. In: entschluss 6/46, 1991, S. 27–30.
- Begegnung mit dem Fremden. Die Bibelschule–eine Glaubensschule. In: entschluss 11/46, 1991, S. 4–5.
- Die Propheten der Bibel. In: entschluss 3/47, 1992, S. 4–5.
- Kehrt um und glaubt! Gleichnisse vom Himmelreich. In: entschluss 11/47, 1992, S. 14–18.
- Wege aus der Krise. Grunderfahrungen der Bibel bei Deuterojesaja. In: entschluss 4/49, 1994, S. 37–39.
- «Gemäss der Schriften». Die Bedeutung der Hebräischen Bibel für das Christentum. In: entschluss 6/49, 1994, S. 30–33.
- Die Würde des Menschen steht nicht im Konjunktiv. Biblische Grundlagen. In: entschluss 3/50, 1995, S. 30–31.
- Zumutung. In: Der Prediger und Katechet 5/136, 1997, 606-609.
- Keine Moral, keine Höchstleistungen bitte. In: Der Prediger und Katechet 6/136, 1997, 719-721.
- Die Bibel entdecken. Lernen in der Bibelschule Türkei. In: Lebendige Katechese. Beihefte zu «Lebendige Seelsorge», 1/20, 1998, 56-57.
- Versöhnung schon jetzt?! (Röm 5,1-12). In: Missio konkret. Für Gemeinde und Seelsorge, 3/1998, 5-6.
- Das Matthäusevangelium: Jesus Immanuel. Die «Vorgeschichte» (Mt 1 und 2). In: entschluss 12/53, 1998.
- Lea und Rachel. In: entschluss 6/54, 1999, 27-28.
- Schüler und Schülerinnen werden. Taufe und Mission in Mt 28,16-30. In: entschluss 9-10/54, 1999, S. 35–36.
- Ein Buch mit sieben Siegeln? Die Offenbarung des Johannes. In: entschluss 11/54, 1999, S. 21–23.
- «Nicht du trägst die Wurzel, sondern die Wurzel trägt dich» (Röm 11,18). Zum jüdisch-christlichen Dialog heute. In: entschluss 12/54, 1999, S. 9–11.
- Ich sehe dich in tausend Bildern. Maria und Paulus. In: RU–ökumenische Zeitschrift für den Religionsunterricht 30, 2000, S. 94–97.
- Glaube befreit–oder: Den Verheißungen Gottes trauen. In: Missio konkret. Für Gemeinde und Seelsorge, 3/2000, S. 4–5.
- Seidel, J., "Eingepfropft in den edlen Ölbaum" (Röm 11,24): Der Ölbaum ist nicht Israel. In: BN 105, 2000, S. 61–76.
- Brauchen Christen und Christinnen das Alte Testament?. In: ThG, Jahrgang 45, 2002, S. 97–106.
- Der Messias Israels und die Völker (Apg 15,14-21). Zur universalen Hoffnungsperspektive des lukanischen Doppelwerks, in: Bibel und Kirche, 2014, Heft 4.
- »Ich will euer Vater sein, und ihr sollt mir Söhne und Töchter sein …« (2 Kor 6,18). Übersetzungsentscheidungen bei Frauentexten in der revidierten Einheitsübersetzung, in: Bibel und Kirche, 2017, Heft 2.
- "Wie liest du?" (Lk 10,26). Vom Lesen, Auslegen und Verstehen neutestamentlicher Texte angesichts des christlich-jüdischen Dialogs, in: Bibel und Kirche, 2019, Heft 4.

### Bibeltheologische Kurzbeiträge
- Nicht bleiben können. Mk 1,29-39. In: entschluss 2/43, 1988, S. 19.
- Sie sind Gott begegnet. Mk 9,2-10. In: entschluss 2/43, 1988, S. 20–21.
- Frauen sind die ersten Zeugen. Mk 16,1-7. In: entschluss 4/43, 1988, S. 19.
- Friede den Fernen und Nahen. Joh 20,19-23. In: entschluss 5/43, 1988, S. 24–25.
- Heiligung der Frau. Mk 10,2-16. In: entschluss 9-10/43, 1988, S. 23.
- Zurück zur Identität. Lk 3,1-6. In: entschluss 12/43, 1988, S. 19.
- Es ist soweit. Lk 1,1-4; 4,14-21. In: entschluss 1/44, 1989, S. 20–21.
- Wer von euch ohne Sünde ist. Joh 16,12-15. In: entschluss 3/44, 1989, S. 20.
- Offenes verstehen. Joh 16,12-15. In: entschluss 5/44, 1989, S. 24.
- Einen Weg gehen. Lk 17,11-19. In: entschluss 9-10/44, 1989, S. 24–25 (auch In: Martin Brasser, Gustav Schörghofer (Hrsg.), Schätze im biblischen Acker. Hilfen zur Auslegung der Sonntagsevangelien im Lesejahr C, Kevelaer 1994, ISBN 3-7666-9903-2. S. 126–127).
- Sprachhandlungen. Joh 1,1-8. In: entschluss 12/44, 1989, 21-22 (auch In: Martin Brasser, Gustav Schörghofer (Hrsg.), Schätze im biblischen Acker. Auslegungen zu den Sonntagsevangelien im Lesejahr A, Kevelaer 1992, ISBN 3-7666-9794-3, S. 24–25).
- Pädagogik Jesu. Mt 5,13-16. In: entschluss 2/45, 1990, S. 19 (auch In: Martin Brasser, Gustav Schörghofer (Hrsg.), Schätze im biblischen Acker. Auslegungen zu den Sonntagsevangelien im Lesejahr A, Kevelaer 1992, ISBN 3-7666-9794-3, S. 34–36).
- Nähe und Ferne. Joh 14,15-21. In: entschluss 5/45, 1990, S. 20 (auch In: Martin Brasser, Gustav Schörghofer (Hrsg.), Schätze im biblischen Acker. Auslegungen zu den Sonntagsevangelien im Lesejahr A, Kevelaer 1992, ISBN 3-7666-9794-3, S. 71–72).
- Konsequent leben. Mt 10,37-42. In: entschluss 7-8/45, 1990, S. 23 (auch In: Martin Brasser, Gustav Schörghofer (Hrsg.), Schätze im biblischen Acker. Auslegungen zu den Sonntagsevangelien im Lesejahr A, Kevelaer 1992, ISBN 3-7666-9794-3, S. 83–85).
- Der Anfang eines Weges. Mk 1,1-8. In: entschluss 12/45, 1990, S. 18–19 (auch In: Martin Brasser, Gustav Schörghofer (Hrsg.), Schätze im biblischen Acker. Hilfen zur Auslegung der Sonntagsevangelien im Lesejahr B, Kevelaer 1993, ISBN 3-7666-9856-7, S. 14–15).
- Zum Handeln kommen. Mk 1,12-15. In: entschluss 2/46, 1991, S. 20–21 (auch In: Martin Brasser, Gustav Schörghofer (Hrsg.), Schätze im biblischen Acker. Hilfen zur Auslegung der Sonntagsevangelien im Lesejahr B, Kevelaer 1993, ISBN 3-7666-9856-7, S. 51–52).
- Zeichen und Deutung. Joh 12,20-33. In: entschluss 3/46, 1991, S. 24–25 (auch In: Martin Brasser, Gustav Schörghofer (Hrsg.), Schätze im biblischen Acker. Hilfen zur Auslegung der Sonntagsevangelien im Lesejahr B, Kevelaer 1993, ISBN 3-7666-9856-7, S. 59–61).
- Unter Ideologieverdacht. Mt 28,16-20. In: entschluss 5/46, 1991, S. 21 (auch In: Martin Brasser, Gustav Schörghofer (Hrsg.), Schätze im biblischen Acker. Hilfen zur Auslegung der Sonntagsevangelien im Lesejahr B, Kevelaer 1993, ISBN 3-7666-9856-7, S. 83–85).
- Hoffnungen. Mk 10,35-45. In: entschluss 9-10/46, 1991, S. 20–21 (auch In: Martin Brasser, Gustav Schörghofer (Hrsg.) Schätze im biblischen Acker. Hilfen zur Auslegung der Sonntagsevangelien im Lesejahr B, Kevelaer 1993, ISBN 3-7666-9856-7, S. 134–136).
- Aufmerksamkeit. Joh 2,1-12. In: entschluss 1/47, 1992, S. 20–21.
- Zusage und Aufgabe. Mt 16,13-20. In: Martin Brasser, Gustav Schörghofer (Hrsg.), Schätze im biblischen Acker. Auslegungen zu den der Sonntagsevangelien im Lesejahr A, Kevelaer 1992, ISBN 3-7666-9794-3, S. 101–102.
- Gewaltverzicht. Lk 19,28-40. In: entschluss 4/47, 1992, S. 22 (auch In: Martin Brasser, Gustav Schörghofer (Hrsg.), Schätze im biblischen Acker. Hilfen zur Auslegung der Sonntagsevangelien im Lesejahr C, Kevelaer 1994, ISBN 3-7666-9903-2, S. 56–58).
- Rollen und Identität. Lk 9,18-24. In: entschluss 6/47, 1992, S. 21–22 (auch In: Martin Brasser, Gustav, Schörghofer (Hrsg.), Schätze im biblischen Acker. Hilfen zur Auslegung der Sonntagsevangelien im Lesejahr C, Kevelaer 1994, ISBN 3-7666-9903-2, S. 85–86).
- Fragen und Antworten. Lk 10,25-37. In: entschluss 7-8/47, 1992, S. 21 (auch In: Martin Brasser, Gustav Schörghofer (Hrsg.), Schätze im biblischen Acker. Hilfen zur Auslegung der Sonntagsevangelien im Lesejahr C, Kevelaer 1994, ISBN 3-7666-9903-2, S. 93–95).
- Perspektivenwechsel. Mt 5,1-12. In: entschluss 11/47, 1992, S. 21–22.
- Die Kraft der Utopie. Jes 9,1-6. In: entschluss 12/47, 1992, S. 24–25.
- Haben und Sein. Joh 6,24-35. In: Martin Brasser, Gustav. Schörghofer (Hrsg.), Schätze im biblischen Acker. Hilfen zur Auslegung der Sonntagsevangelien im Lesejahr B, Kevelaer 1993, ISBN 3-7666-9856-7, S. 106–107.
- Werte und Formen. Mk 7,1-8.14-15.21-23. In: Martin Brasser, Gustav Schörghofer (Hrsg.), Schätze im biblischen Acker. Hilfen zur Auslegung der Sonntagsevangelien im Lesejahr B, Kevelaer 1993, ISBN 3-7666-9856-7, S. 116–118.
- Auszug ins Leben. Auferstehung des Herrn. Ex 14,15-15,1. In: entschluss 4/48, 1993, S. 23.
- Freiheit lernen. Ex 19,2-6. In: entschluss 6/48, 1993, S. 23.
- Wähle das Leben. In: entschluss 9-10/48, 1993, S. 20–21.
- Wendezeit. Jes 40,1-5.9-11. In: entschluss 11/48, 1993, S. 24.
- Bedeutung bekommen. Joh 2,1-12. In: Martin Brasser, Gustav, Schörghofer (Hrsg.), Schätze im biblischen Acker. Hilfen zur Auslegung der Sonntagsevangelien im Lesejahr C, Kevelaer 1994, ISBN 3-7666-9903-2, S. 28–29.
- Ins Heute reden. Dtn 18,15-20. In: entschluss 1/49, 1994, S. 23.
- Aufstehen zum Leben. Apg 4,8-12. In: entschluss 4/49, 1994, S. 24–25.
- Gott erahnen. Ijob 38,1.8-11. In: entschluss 6/49, 1994, S. 24.
- Der Geist weht, wo er will. Num 11,25-29. In: entschluss 9-10/49, 1994, S. 22–23.
- Wann ist die Zeit? Jer 33,14-16. In: entschluss 11/49, 1994, S. 24–25.
- Übersetzungsarbeit. Neh 8,2-4a.5-6.8-10. In: entschluss 1/50, 1995, S. 24–25.
- Warnungen. Jer 17,5-8. In: entschluss 2/50, 1995, S. 23.
- Lernmethode. Jes 50,4-7. In: entschluss 4/50, 1995, S. 21.
- Den Kampf bestehen. Ex 17,8-13. In: entschluss 9-10/50, 1995, S. 30.
- Nahe Zukunft? Jes 66,18-21. In: entschluss 7-8/50, 1995, S. 26.
- Von Gott und der Welt. Mt 1,18-24. In: entschluss 12/50, 1995, S. 21–22.
- Eine neue Sichtweise. Joh 9,1-41. In: entschluss 3/51, 1996, S. 21–22.
- Beauftragung. Joh 20,19-23. In: entschluss 5/51, 1996, S. 22–23.
- Oben bleiben. Mt 14,22-33. In: entschluss 7-8/51, 1996, S. 28.
- Vom Ernst der Lage. Mt 21,3-44. In: entschluss 9-10/51, 1996, S. 26.
- Der Einsatz lohnt sich. Mt 25,14-30. In: entschluss 11/51, 1996, S. 21–22.
- Von Ort und Zeit. Mk 1,29-39. In: entschluss 1/52, 1997, S. 25–26.
- Worauf ich mich verlassen kann. Joh 10,11-18. In: entschluss 4/52, 1997, S. 23–24.
- Ansichtssache. Mk 6,1b-6. In: entschluss 6/52, 1997, S. 24.
- Dabeibleiben ist alles. Joh 6,60-69. In: entschluss 7-8/52, 1997, S. 28.
- Zumutung. Mk 8,27-35. In: entschluss 9-10/52, 1997, S. 23.
- Systemkonform oder nicht? Joh 18,33b-37. In: entschluss 11/52, 1997, S. 20–21.
- Skandal. Lk 15,1-3.11-32, In: entschluss 3/53, 1998, S. 18.
- Erkennungszeichen Liebe. Joh 13,31-33a.34-35. In: entschluss 5/53, 1998, S. 17.
- Keine Einzelkämpfer. Lk 10,1-9. In: entschluss 6/53, 1998, S. 19–20.
- Realismus und Gefahr. Lk 16.10-13. In: entschluss 9-10/53, 1998, S. 20.
- Auf die Seite des Lebens treten. Mt 3,1-12. In: entschluss 11/53, 1998, S. 19–20.
- Keine Hochleistung, bitte. Mt 5,1-12a. In: entschluss 1/54, 1999, S. 18–19.
- Gott im Kommen? Mk 1,1-8. In: entschluss 11/54, 1999, S. 18–19.

### Kurzbeiträge zum Matthäusevangelium
- Jesus Immanuel. Die „Vorgeschichte“ (Mt 1 und 2). In: entschluss 12/53, 1998, 20.
- Jesus der Lehrer. Die Bergpredigt und andere Reden. In: entschluss 1/54, 1999, 20.
- Das Erste Testament–Schlüssel zum Matthäusevangelium. In: entschluss 2/54, 1999, 20.
- Der leidende Gerechte. Die Passionserzählungen (Mt 26-27). In: entschluss 3/54, 1999, 20.
- Vom Sinn der Polemik. Pharisäer und Schriftgelehrte (Mt 23). In: entschluss ?/54, 1999, 20.
- Jesus und die Außenseiter. In: entschluss 5/54, 1999, 20.
- Vom Leben in der christlichen Gemeinde (Mt 16; 18). In: entschluss 6/54, 1999, 20.
- Jesu Botschaft für die Nichtjuden. In: entschluss 7-8/54, 1999, 26.
- Das Himmelreich im Vergleich. Gleichnisse Jesu. In: entschluss 9-10/54, 1999, 26.
- Matthäus–ein Porträt. In: entschluss 11/54, 1999, 20.

### Lexikonartikel
- Paraklet. In: Eugen Biser, Friedrich Hahn, Michael Langer (Hrsg.): Der Glaube der Christen. Band 2: Ein ökumenisches Wörterbuch. München 1999, 365f.
- Parusie. In: ebd. 366f.
- Passion. In: ebd. 367.
- Pastoral. In: ebd. 368.
- Pastoralbriefe. In: ebd. 368f.
- Patriarch. In: ebd. 369.
- Patristik. In: ebd. 369f.
- Paulinische Theologie. In: ebd. 370f.
- Paulus. In: ebd. 371f.
- Paulusbriefe. In: ebd. 372f.
- Pentateuch. In: ebd. 373.
- Person. In: ebd. 374.
- Pessach. In: ebd. 374f.
- Petrus. In: ebd. 375.
- Petrus und Paulus. In: ebd. 375f.
- Pfarrer/Pfarrerin. In: ebd. 376.
- Abraham. In: Josef Hainz, M. Schmidl, J. Sunckel (Hrsg.), Personenlexikon zum Neuen Testament, Düsseldorf 2004, ISBN 3-491-70378-6, S. 14–18.

### Buchbesprechungen und Rezensionen
- Rezension zu Ch. Mulack, „Jesus–der Gesalbte der Frauen. Weiblichkeit als Grundlage der christlichen Ethik“, Stuttgart 1987. In: entschluss 5/43, 1988, S. 43.
- Rezension zu A. Lissner, Rita Süssmuth, K. Walter (Hrsg.), „Frauenlexikon. Traditionen-Fakten-Perspektiven“, Freiburg 1988. In: entschluss 9-10/44, 1989, S. 41–42.
- Rezension zu Elisabeth Schüssler-Fiorenza, „Zu Ihrem Gedächtnis. Eine feministisch-theologische Rekonstruktion der christlichen Ursprünge“. München-Mainz 1988, In: entschluss 9-10/44, 1989, S. 44.
- Rezension zu Wolfgang Feneberg, „Jesus–der nahe Unbekannte“, München 1990. entschluss 7-8/45, 1990, S. 42.
- Rezension zu R. Ahl, „Eure Töchter werden Prophetinnen sein... Kleine Einführung in die feministische Theologie“, Freiburg 1990. In: entschluss 11/45, 1990, S. 34.
- Rezension zu K. Walter (Hrsg.), „Frauen entdecken die Bibel“, Reihe Frauenforum, Freiburg 1989; dies., „Sanft und rebellisch. Mütter der Christenheit–von Frauen neu entdeckt“, Reihe Frauenforum, Freiburg 1990. In: entschluss 6/46, 1991, S. 43.
- Rezension zu L. Schottroff, J. Thiele (Hrsg.), „Gotteslehrerinnen“, Stuttgart 1989. In: entschluss 6/46, 1991, S. 43.
- Rezension zu I. Kruse, „Mädchen, wach auf! Frauengeschichten aus dem Neuen Testament“, Stuttgart 1989. In: entschluss 6/46, 1991, S. 43–44.
- Rezension zu K.-J. Kuschel (Hrsg.), „Und Maria trat aus ihren Bildern. Literarische Texte“, Reihe Frauenforum, Freiburg 1990. In: entschluss 6/46, 1991, S. 44.
- Rezension zu E. Moltmann-Wendel, J. Moltmann, „Als Frau und Mann von Gott reden“, (= Kaiser TB 99), München 1991. In: entschluss 1/47, 1992, S. 35.
- Rezension zu W. Stegemann, „Zwischen Synagoge und Obrigkeit. Zur historischen Situation der lukanischen Christen“, (= FRLANT, Band 152), Göttingen 1991. In: entschluss 3/47, 1992, S. 46–47.
- Rezension zu G. Braulik, „Die deuteronmistischen Gesetze und der Dekalog. Studien zum Aufbau von Deuteronomium 12-26“, (= Stuttgarter Biblische Studiedsn (SBS) Band 145), Stuttgart 1991. In: entschluss 5/47, 1992, S. 38–39.
- Rezension zu Wolfgang Feneberg, „Paulus, der Weltbürger. Eine Biographie“, München 1992. In: entschluss 6/47, 1992, S. 38.
- Rezension zu W. Rebell, „Erfïüllung und Erwartung. Erfahrungen mit dem Geist im Urchristentum“, Mïünchen 1991. In: entschluss 6/47, 1992, S. 39–40.
- Rezension zu J. H. Schoeps (Hrsg.), „Neues Lexikon des Judentums“, Gütersloh-München 1992. In: entschluss 4/48, 1993, S. 39–40.
- Rezension zu E. Gössmann, E. Moltmann-Wendel, H. Pissarek-Hudelist, I. Praetorius, L. Schottroff, H. Schüngel-Straumann (Hrsg.), „Wörterbuch der feministischen Theologie“, Gütersloh 1991. In: entschluss 1/48, 1993, S. 36.
- Rezension zu M.-Th. Wacker, Erich Zenger (Hrsg.)., „Der eine Gott und die Göttin. Gottesvorstellungen des biblischen Israel im Horizont feministischer Theologie“, (= Quaestiones disputatae (QD), Band 135), Freiburg-Basel-Wien 1991. In: entschluss 1/48, 1993, S. 38–39.
- Rezension zu M. Hengel, U. Heckel (Hrsg.), „Paulus und das antike Judentum. Tübingen – Durham–Symposion zum 50. Todestag Adolf Schlatters“, (= WUNT, Band 58), Tübingen 1991. In: entschluss 4/48, 1993, S. 40.
- Rezension zu M. Kassel, „Traum, Symbol, Religion. Tiefenpsychologie und feministische Analyse“, (= Herder spektrum), Freiburg 1991. In: entschluss 4/48, 1993, S. 41–42.
- Rezension zu N. Baumert, „Frau und Mann bei Paulus. Überwindung eines Missverständnisses“, Würzburg 1992. In: entschluss 6/48, 1993, S. 42–43.
- Rezension zu E.Stegemann (Hrsg.), „Messias-Vorstellungen bei Juden und Christen“, Stuttgart-Berlin-Köln 1993. In: entschluss 12/48, 1993, S. 37.
- Rezension zu Richter, I. Reimer, „Frauen in der Apostelgeschichte des Lukas. Eine feministisch-theologische Exegese“, Gütersloh 1992. In: entschluss 1/49, 1994, S. 36–37.
- Rezension zu Meeks, W.A., „Urchristentum und Stadtkultur. Die soziale Welt der paulinischen Gemeinden“, Gütersloh 1993. In: entschluss 4/49, 1994, S. 42–43.
- Rezension zu L. Trepp, „Der jüdische Gottesdienst. Gestalt und Entwicklung“, Stuttgart 1992. In: entschluss 5/49, 1994, S. 38.
- Rezension zu „Grundkurs Bibel. Altes Testament. Werkbuch für die Bibelarbeit mit Erwachsenen“, hrsg. vom Katholischen Bibelwerk, Stuttgart 1993. In: entschluss 5/49, 1994, S. 39–40.
- Rezension zu A. Hecht, „Zugänge zur Bibel. Methoden für Gruppen. Schnupperkurs“, (= Stb, Band 15), Stuttgart 1993. In: entschluss 6/49, 1994, S. 41.
- Rezension zu K. Seidel, „Moderne Gleichnisse. Für Unterricht, Predigt und Gemeinde“, Luzern 1994. In: entschluss 7-8/49, 1994, S. 50.
- Rezension zu U. Simon, „Jona. Ein jüdischer Kommentar“, (= Stuttgarter Biblische Studien (SBS), Band 157), Stuttgart 1994, In: entschluss 4/50, 1995, S. 37–38.
- Rezension zu N. P. Levinson, „Der Messias“, Stuttgart 1994, In: entschluss 5/50, 1995, S. 35–36.
- Rezension zu W. Beilner, M. Ernst, „Unter dem Wort Gottes. Theologie aus dem Neuen Testament“, Thaur-Wien-München 1993. In: entschluss 6/50, 1995, S. 35–36.
- Rezension zu Norbert Lohfink, Erich Zenger, „Der Gott Israels und die Völker. Untersuchungen zum Jesajabuch und zu den Psalmen“, (= Stuttgarter Biblische Studien (SBS), Band 154), Stuttgart 1994. In: entschluss 4/51, 1996, S. 38–39.
- Rezension zu K. Seidel, „Kurze Geschichten. Für Unterricht, Predigt und Gemeinde“, Luzern 1996. In: entschluss 6/51, 1996, 38-39.
- Rezension zu S. Krahe, „Die Letzten werden die Ersten sein. Das Umkehrungsprinzip in der Bibel“, Würzburg 1997. In: entschluss 12/53, 1998, 32.
- Rezension zu K. Seidel, „Der Engel des Moshe. Moderne Gleichnisse II“, Luzern 1999, In: entschluss 9-10/54, 1999, 41.
- Rezension zu Rupert Feneberg, „Der Jude Jesus und die Heiden. Biographie und Theologie Jesu im Markusevangelium“, (= HBS, Band 24), Freiburg-Basel-Wien 2000. In: BZ NF, Band 45, 2001, S. 127–128.
- Rezension zu A. Deutschmann, „Synagoge und Gemeindebildung. Christliche Gemeinde und Israel am Beispiel von Apg 13,42-52“, (= BU, Band 30), Regensburg 2001. In: BZ NF 47, 2003, S. 138–139.
- Rezension zu F. Avemarie, „Die Tauferzählungen der Apostelgeschichte. Theologie und Geschichte“, (= WUNT, Band 139), Tübingen 2002. In: StNTU A 29, Linz 2004, S. 255–256.
- Rezension zu S. Hagene, „Zeiten der Wiederherstellung. Studien zur lukanischen Geschichtstheologie als Soteriologie“, NTA NF 42, Münster 2003. In: BZ NF, Band 49, 2005, S. 286–288.

### Redaktion von Ausgaben der Zeitschrift Entschluß zu speziellen Themen
- Frauen machen Geschichte. Erinnerungen für die Zukunft. entschluss 9-10/44, 1989.
- Entdeckung der anderen. Frauenbilder–Rollenbilder. entschluss 11/45, 1990.
- Perspektivenwechsel. Feministische Theologie. entschluss 6/46, 1991.
- Propheten. entschluss 3/46, 1991.
- Arbeiten mit der Bibel. entschluss 11/46, 1991.
- Gleichnisse. entschluss 11/47, 1992.
- Der Prophet Jeremia. entschluss 4/48, 1993.
- Mit Fremden leben. entschluss 6/48, 1993.
- Deuterojesaja. entschluss 4/49, 1994.
- Neuer Wein in neue Schläuche. entschluss 6/49, 1994.
- Eucharistie. entschluss 2/50, 1995.
- Pierre Teilhard de Chardin. entschluss 9-10/50, 1995.
- Theologie nach Auschwitz. entschluss 11/51,1996.
- Beginnt der Himmel auf Erden? Die Reich-Gottes-Verkündigung Jesu–damals und heute. entschluss 11/52, 1997.
- Leben nach dem Tod. An die Auferstehung glauben. entschluss 6/53, 1998.
- Die Offenbarung des Johannes. entschluss 11/54, 1999.